# Clári saga
Clári saga är en förmodat gammal saga om ridderliga ideal. Den handlar om furst Clárus från någonstans i Tyskland, som blir kär i Prinsessan Serena av Frankrike. Han söker hennes hand, men får avslag. Han uppvaktar henne ännu mer och förhäxar hennes hovjungfru, får därmed till slut sin prinsessa. I sagan förekommer mäster Perus, som är vanlig i andra medeltida riddarromaner. Sagan har inte överlevt, men en översättning till Jón Halldórsson Biskop av Skálholt finns.
Gustaf Cederschiöld har givit ut en bok i ämnet.